# Rockinghamia brevipes
Rockinghamia brevipes är en törelväxtart som beskrevs av Airy Shaw. Rockinghamia brevipes ingår i släktet Rockinghamia och familjen törelväxter. Inga underarter finns listade i Catalogue of Life.